# Piton de Bert
Pour les articles homonymes, voir Piton (homonymie).
Le piton de Bert, ou piton de Bois Vert, est un sommet montagneux de l'île de La Réunion, un département d'outre-mer français dans l'océan Indien. Situé sur le territoire communal de Saint-Philippe, il culmine à 2 274 mètres d'altitude le long de la falaise qui place le plateau appelé Foc-Foc en surplomb du nord de l'Enclos Fouqué, la dernière caldeira formée par le volcan appelé piton de la Fournaise, au cœur du massif du Piton de la Fournaise. Il a été nommé par Jean-Baptiste Bory de Saint-Vincent en hommage à Alexis Bert lors de son séjour à La Réunion en 1801.
Michel Gaspard Alexis Bert (1764-1823) est un officier d'artillerie né à Molsheim. En juin-juillet 1791, il observe l'éruption du piton de la Fournaise depuis le Grand Brûlé, puis mène une mission de reconnaissance, fin octobre, en compagnie de Joseph Hubert. C'est lui qui découvre et décrit le nouveau cratère qui s'est formé au sommet de la montagne et baptisé cratère Dolomieu en 1801.